# آلمای سفلی
اولمای سفلی یک روستا در ایران است که در دهستان ارشق شمالی واقع شده‌است. اولمای سفلی ۹۹ نفر جمعیت دارد.